# Formula di Eulero-Maclaurin
Nel calcolo infinitesimale la formula di Eulero-Maclaurin fornisce un collegamento di grande utilità tra il calcolo degli integrali (vedi calcolo infinitesimale) e il calcolo di somme e serie. Essa si può usare per approssimare integrali mediante somme finite e viceversa per valutare somme finite e somme di serie a partire da valori di integrali definiti ottenuti analiticamente o mediante approssimazioni ottenute usando il computer. In particolare da questa formula si deducono molti sviluppi asintotici e la formula di Falhauber per la somma di potenze di interi è una sua immediata conseguenza.
La formula è stata scoperta indipendentemente da Leonhard Euler e Colin Maclaurin attorno al 1735. Eulero l'ha trovata mentre cercava di calcolare serie infinite lentamente convergenti, mentre Maclaurin l'ha utilizzata per calcolare degli integrali specifici. Questa formula è stata generalizzata nel 1886 da Gaston Darboux e questa generalizzazione è nota come formula di Darboux.

## La formula
Se {\displaystyle n} è un intero positivo e {\displaystyle f(x)} è una funzione liscia (cioè una funzione differenziabile un numero sufficientemente elevato di volte) definita per tutti i numeri reali {\displaystyle x} tra {\displaystyle 0} e {\displaystyle n}, allora l'integrale
{\displaystyle I=\int _{0}^{n}f(x)\,dx}
può essere approssimato con la somma
{\displaystyle S=f(0)/2+f(1)+\cdots +f(n-1)+f(n)/2}
(regola del trapezio). La formula di Eulero-Maclaurin fornisce espressioni per la differenza tra la somma e l'integrale in termini di derivate di ordine elevato {\displaystyle f^{(k)}} nei punti finali dell'intervallo {\displaystyle 0} e {\displaystyle n}. Per ogni numero naturale {\displaystyle p}, si ha
{\displaystyle S-I=\sum _{k=1}^{p}{\frac {B_{2k}}{(2k)!}}\left(f^{(2k-1)}(n)-f^{(2k-1)}(0)\right)+R,}
dove {\displaystyle B_{2}=1/6,B_{4}=-1/30,B_{6}=1/42,B_{8}=-1/30,\ldots } sono i numeri di Bernoulli e {\displaystyle R} è un termine di errore che è normalmente piccolo se {\displaystyle p} è abbastanza grande e può essere stimato come
{\displaystyle \left|R\right|\leq {\frac {2}{(2\pi )^{2p}}}\int _{0}^{n}dx\,\left|f^{(2p+1)}(x)\right|.}
Impiegando la regola di sostituzione, si può adattare questa formula anche a funzioni che sono definite su qualche intervallo della retta reale diverso da {\displaystyle [0,n]}.
Se {\displaystyle f} è un polinomio e {\displaystyle p} è un intero abbastanza grande, allora il termine residuo vale zero. Per esempio, se {\displaystyle f(x)=x^{3}}, può essere scelto {\displaystyle p=2} per ottenere dopo la semplificazione
{\displaystyle \sum _{i=0}^{n}i^{3}=\left({\frac {n(n+1)}{2}}\right)^{2}.}
Con la funzione {\displaystyle f(x)=\log(x)}, la formula di Eulero-Maclaurin può essere usata per derivare con precisione l'errore stimato per l'approssimazione di Stirling della funzione fattoriale.